# Palazzo Carafa della Spina
Il palazzo Carafa della Spina (già palazzo Acquaviva d'Aragona) è un edificio di valore storico e architettonico di Napoli, ubicato lungo il decumano inferiore, nei pressi di piazza San Domenico Maggiore.

## Storia e descrizione

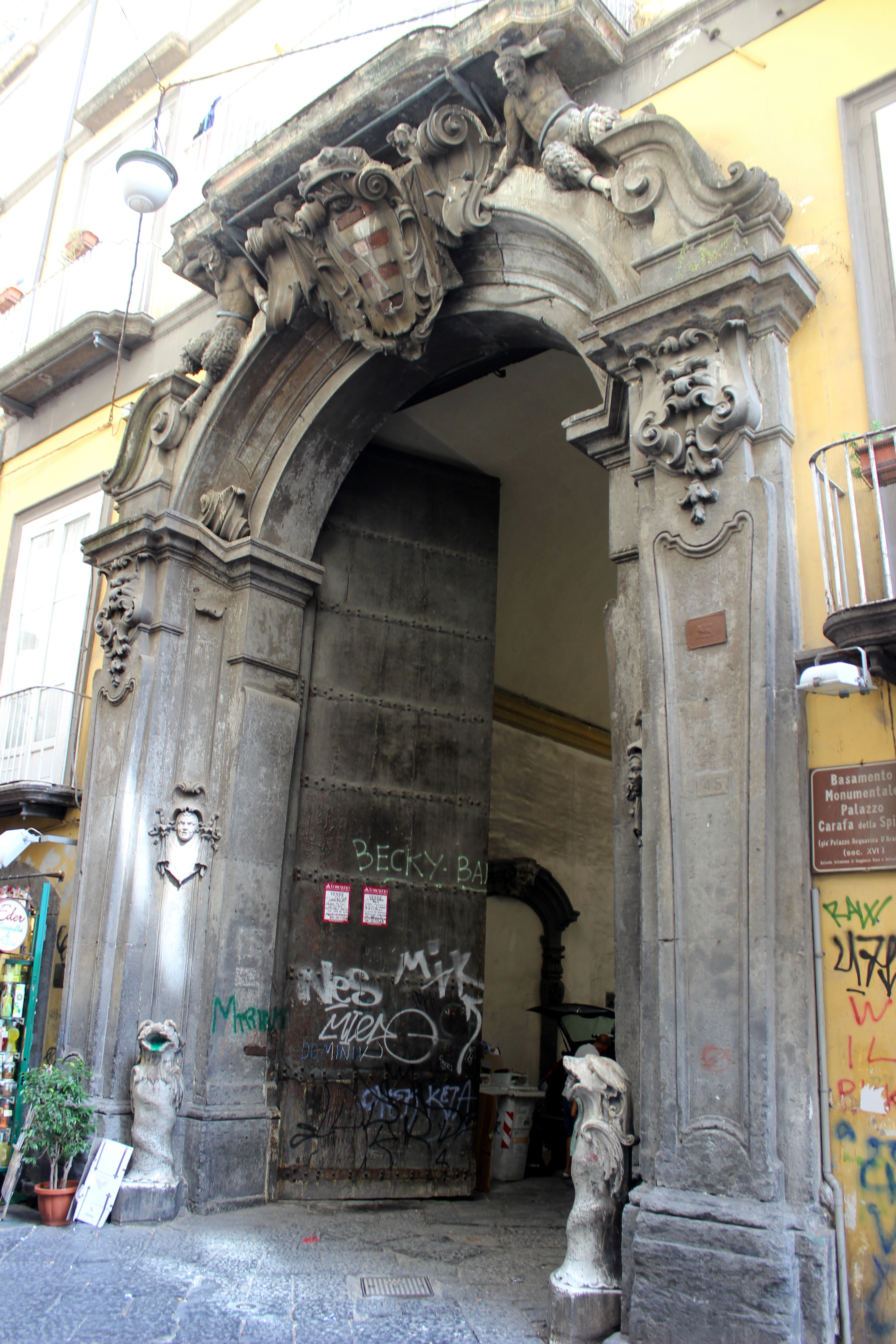
Il portale monumentale del XVIII secolo

Alla fine del XVI secolo Fabrizio Carafa della Spina (?-1629), principe di Butera e Roccella, acquistò un palazzo con giardino nell'allora via di Nido, appartenente ad Andrea Matteo IV Acquaviva d'Aragona (1570-1647), secondo principe di Caserta, e lo demolì per erigere un nuovo edificio, su probabile disegno di Domenico Fontana.
Rimaneggiato nel periodo barocco, il palazzo venne restaurato nel XVIII secolo su progetto di un architetto ignoto, che avrebbe rifatto ex-novo anche il sontuoso portale d'ingresso, secondo alcuni opera di Martino Buonocore, mentre per altri è da ricondurre a Ferdinando Sanfelice, che eseguì.anche quello del vicino palazzo Filomarino, col quale ci sarebbero delle similitudini stilistiche.
L'edificio si presenta con uno dei più imponenti portali settecenteschi della città; questo è in piperno ed è caratterizzato dai massicci piedritti modanati che terminano in mascheroni ad altorilievo, mentre sul capitello marcapiano ci sono ampie volute d'appoggio ai satiri che a mo' di cariatidi hanno la funzione di sostegno del balcone del piano nobile; tra loro è posto invece il grande stemma della famiglia Carafa della Spina. Sugli angoli interni delle colonne del portale sono inoltre scolpiti due volti, probabilmente di personalità legate alla committenza, mentre alle basi ci sono due sculture marmoree con le sembianze di mostri marini con le fauci spalancate, utilizzati per spegnere le torce.
Il cortile è infine decorato da elementi architettonici in piperno e da fittoni; sulla sinistra, non appena passato l'androne, si sviluppa lo scalone monumentale, che si affaccia sul cortile interno mediante l'apertura di due archi a tutto sesto che seguono l'andamento della scalinata in tutta la sua altezza.